# Husajn Asim Al Hizam
Husajn Asim Al Hizam (ur. 4 stycznia 1998) – saudyjski lekkoatleta, tyczkarz.
Złoty medalista mistrzostw Rady Współpracy Zatoki Perskiej w kategorii kadetów (2013). W tym samym roku sięgnął po srebro mistrzostw panarabskich. 
W 2023 został halowym mistrzem Azji, jak również zdobył srebrny medal rozgrywanych w Bangkoku mistrzostw Azji. Wywalczył również brązowy medal igrzysk azjatyckich w Hangzhou. W 2024 roku otrzymał brązowy medal halowego azjatyckiego czempionatu.
Wielokrotny rekordzista kraju.
Stawał na podium mistrzostw NCAA.

## Rekordy życiowe
- Skok o tyczce – 5,70 (26 marca 2021, Austin); rekord Arabii Saudyjskiej
- Skok o tyczce (hala) – 5,70 (9 marca 2018, College Station); rekord Arabii Saudyjskiej

Do zawodnika należy rekord świata młodzików (5,27 w 2013).